# Svetlana Chorkina
Svetlana Vasil'evna Chorkina (in russo Светла́на Васи́льевна Хо́ркина?, nome più spesso traslitterato come Svetlana Vasilyevna Khorkina; Belgorod, 19 gennaio 1979) è un'ex ginnasta russa vincitrice di sette medaglie olimpiche e deputato della Duma di Stato tra il 2007 e il 2011.
Con nove ori, otto argenti e tre bronzi vinti ai Campionati Mondiali è la seconda ginnasta più medagliata di sempre ai mondiali, dopo Simone Biles. Nonostante i diversi cambi del Codice dei Punteggi è riuscita a continuare la sua carriera e a vincere diverse medaglie per oltre un decennio, partecipando inoltre a tre Olimpiadi (Atlanta 1996, Sydney 2000 e Atene 2004).
Nel 2003 vince il suo terzo ed ultimo concorso generale mondiale all'età di 24 anni, diventando la seconda ginnasta più vecchia ad aver vinto un titolo mondiale (dietro a Larisa Latynina che nel 1962 vinse il suo secondo titolo mondiale a 27 anni). È inoltre la prima ginnasta ad aver vinto tre concorsi individuali ai Campionati Mondiali. Nella sua carriera ha vinto 47 medaglie tra Mondiali, Olimpiadi ed Europei di cui 10 (7 ori e 3 argenti) in un concorso generale individuale.
Con 165 cm di altezza, Svetlana era insolitamente alta per praticare questo sport, ma con l'aiuto del suo allenatore Boris Pilkin è riuscita a creare ben otto nuovi elementi di ginnastica artistica che tuttora portano il suo nome. Specializzata alle parallele asimmetriche, ha vinto due titoli olimpici e cinque mondiali su questo attrezzo.
Spesso criticata per la sua anti-sportività, si è proclama a volte "vincitrice morale" di eventi che non ha mai vinto. Per questo motivo è conosciuta col soprannome di "diva".

## Biografia
Svetlana Chorkina nasce a Belgorod, una città confinante con l'Ucraina appartenente all'ex Unione Sovietica, da Vasilij e Ljubov' Chorkin. Ha una sorella minore di nome Julija, anche lei ginnasta. Sua madre era un medico, mentre suo padre lasciò la famiglia poco dopo la nascita della seconda figlia.
Inizia a praticare la ginnastica artistica a quattro anni spinta dalla madre, preoccupata per il suo poco appetito: "quando ero una bambina, ero molto schizzinosa in fatto di cibo. Mia madre sperava che, facendomi praticare ginnastica, iniziassi a mangiare la colazione senza lamentele. Questo è il motivo per cui è iniziato tutto". La prima palestra in cui si allena è quella di Nižnij Novgorod, la "Trade Union", allenata dal suo allenatore storico Boris Pilkin. A sei anni, dopo aver visto alla tv la ginnasta sovietica Oksana Omel'jančik, decide di cominciare ad allenarsi in maniera seria, con l'obiettivo di diventare una professionista. Confermò in un'intervista che il suo idolo all'inizio della sua carriera fu S'vjatlana Bahinskaja. Nel 1995 riceve il premio "Master of Sports", per i risultati conseguiti nell'ambito ginnico.
Dopo aver compiuto 18 anni, nel 1997 posa per l'edizione russa della rivista Playboy. Secondo la Khorkina stessa, l'esperienza l'ha aiutata nella sua carriera sportiva. Nello stesso anno riceve l'Ordine dell'Amicizia per i risultati ottenuti durante le Olimpiadi di Atlanta 1996, mentre nel 2001 riceve l'Ordine d'onore dal presidente Vladimir Putin e da Larisa Latynina. Nel 2002 si allontana temporaneamente dallo sport per lavorare con una compagnia teatrale russa, mentre l'anno successivo si laurea in educazione fisica presso la Belgorod State University e diventa testimone della Samsung.
Ha un figlio, Svjatoslav Chorkin, nato il 21 luglio 2005 a Los Angeles. Il figlio ha solo il cognome della madre in forma maschile, per questo motivo Svetlana non ha mai detto chi sia il padre del bambino. Nel 2011 si sposa con Oleg Končev, generale per il servizio di sicurezza russo e 23 anni più vecchio di lei.

## Carriera
Svetlana Chorkina inizia a praticare la ginnastica artistica a quattro anni. Con i suoi 165 cm di altezza risultava troppo alta per essere una ginnasta agonista ed è stata spesso incoraggiata ad iniziare una carriera nella ginnastica ritmica. Tuttavia, con l'aiuto dell'allenatore Boris Pilkin, tale problema scomparve rapidamente, riuscendo a portare in gara routine innovative e di grande difficoltà. Nel 1992, all'età di tredici anni, entra a far parte della nazionale juniores, mentre nel 1994 diventa una ginnasta d'élite.
Nella sua lunga carriera ha creato otto elementi (tre alle parallele asimmetriche, due al volteggio, due alla trave e uno al corpo libero) ancora oggi inclusi nel Codice dei Punteggi e che portano il suo nome, come il Chorkina-Chow, il Markelov-Chorkina e il Chorkina II.

### 1992-1993: Carriera Junior
La carriera di Svetlana nella categoria junior è stata molto breve, ma questo non le ha impedito di ottenere medaglie e buoni piazzamenti. La sua prima gara risale al 1992, quando partecipa alla Moscow World Stars dove arriva quinta nel concorso individuale. Nello stesso anno inizia a eseguire i primi elementi che prenderanno il suo nome, il Chorkina I alle parallele asimmetriche e alla trave.
Nel 1993 partecipa ai Nazionali Russi, riuscendo a vincere una medaglia in tutti gli attrezzi in cui partecipa: oro nel concorso generale, parallele asimmetriche e trave, argento al volteggio e bronzo al corpo libero. Partecipa successivamente ai Campionati Europei junior, dove arriva settima nel concorso individuale, ottava al volteggio, quarta alla trave e al corpo libero.

### 1994: Europei di Stoccolma e prime vittorie internazionali
A quindici anni passa di categoria ed entra a far parte della nazionale russa senior. Partecipa alla Coppa Chunichi, dove vince la medaglia di bronzo alle parallele e nel concorso generale, l'oro al volteggio. Ai Campionati Russi diventa campionessa nazionale.
Successivamente compete ai Campionati Europei di Stoccolma, Svezia. Diventa campionessa alle parallele asimmetriche (9.887 punti) e vice campionessa nel concorso individuale insieme alla connazionale Dina Kočetkova, entrambe dietro a Gina Gogean di soli 0.187 punti. Vince un altro argento con la squadra russa, che viene battuta dalla Romania.

#### Campionati Mondiali di Brisbane/Dortmund
La sua prima competizione internazionale è il Campionato Mondiale di Dortmund/Brisbane. L'edizione del 1994 ha avuto la particolarità di essere divisa in due parti: a Brisbane si sono svolte le finali di specialità, mentre a Dortmund solamente la finale a squadre.
Tra il 19 e il 24 aprile, a Brisbane, Svetlana arriva sesta nel concorso generale individuale con un complessivo di 38.805 punti, dietro di 0.469 punti dall'americana Shannon Miller. Inoltre si qualifica per le finali in tre attrezzi: al volteggio vince l'argento dietro alla rumena Gina Gogean e alle parallele asimmetriche vince un altro argento, battuta dalla cinese Luo Li per soli 0.037 punti. Al corpo libero arriva all'ottavo posto con 9.487 punti.
Sette mesi più tardi, a Dortmund, partecipa alla finale a squadre. Il gruppo formato da Oksana Fabričnova, Elena Groševa, Natalia Ivanova, Dina Kočetkova, Elena Lebedeva, Evgenija Rodina e la Chorkina vince la medaglia di bronzo, superato dagli Stati Uniti e dalla Romania.

### 1995: Campionati Mondiali di Sabae
Partecipa a varie competizioni internazionali come la Coppa Europa e i French Internationals, dove vince il concorso generale oltre a molti titoli sugli altri attrezzi.
Compete, per il secondo anno consecutivo, ai Campionati Mondiali tenutisi in Giappone. Insieme a Natal'ja Bobrova, Elena Dolgopolova, Elena Groševa, Dina Kočetkova, Eugenia Kuznecova ed Elena Produnova arriva ad un deludente quarto posto nella classifica a squadre, dietro alla prima classificata Romania di quasi quattro punti. Individualmente, con un punteggio complessivo di 39.130, arriva seconda nel concorso generale, dietro all'ucraina Lilija Podkopajeva di 0.118 punti. Inoltre si qualifica per due finali, alle parallele e al volteggio. Grazie a un quasi perfetto esercizio sugli staggi (9.900) vince la sua prima medaglia d'oro mondiale, il che segnerà l'inizio di un vero e proprio dominio (durato sette anni) dell'attrezzo. Inoltre esegue un nuovo elemento il Chorkina-Chow, chiamato così perché eseguito nello stesso anno dall'americana Amy Chow. Al volteggio arriva quinta a 0.088 punti di distanza dal terzo posto.
Svetlana è stata l'unica ginnasta russa ad aver vinto una medaglia in questa competizione. Dopo di lei, i migliori piazzamenti sono stati i due sesti posti raggiunti da Dina Kočetkova alle parallele e alla trave.

### 1996: Mondiali di San Juan ed Europei di Birmingham
In aprile, nello stesso anno delle Olimpiadi di Atlanta, si svolgono i Campionati Mondiali di San Juan. La gara prevedeva solo le finali ad attrezzo, quindi l'evento è stato più breve rispetto ai soliti Mondiali. Su quattro attrezzi, riesce a qualificarsi per due finali: alle parallele asimmetriche e al volteggio arrivando rispettivamente prima, a pari merito con Elena Piskun, (9.787) e quinta (9.637).
Il mese successivo compete ai Campionati Europei di Birmingham, dove aiuta la Russia a vincere la medaglia d'argento. Individualmente arriva sesta nel concorso individuale (38.549), quarta al volteggio (9.725) e prima alle parallele insieme a Simona Amanar (9.825).

#### Olimpiadi di Atlanta
A diciassette anni partecipa alla sua prima Olimpiade, tenutasi nel mese di luglio negli Stati Uniti d'America.
Durante le qualificazioni, dal 21 al 23 luglio, Svetlana esegue un nuovo movimento alle parallele che prenderà poi il suo nome. Il 24 luglio la squadra Russa (formata da Elena Dolgopolova, Rozalija Galieva, Elena Groševa, Dina Kočetkova, Eugenia Kuznecova e Oksana Ljapina) deve accontentarsi del secondo posto, dietro alle padrone di casa, le Magnifiche Sette.
Individualmente, nel concorso generale, era una delle probabili vincitrici della medaglia d'oro. Tuttavia, cade durante l'esercizio alle parallele asimmetriche, suo migliore attrezzo, finendo quindicesima con un complessivo di 38.455 punti. Tre giorni dopo vince la medaglia d'oro proprio in quell'attrezzo (9.850).

### 1997: Campionessa mondiale e modella perPlayboy
Nella carriera di Svetlana avviene il primo cambio di Codice dei Punteggi, che durerà dal 1997 fino al 2000. Riesce ad adattare alla perfezione i suoi esercizi, vincendo nuove medaglie. Alla Coppa Chunichi vince l'oro alle parallele, l'argento alla trave, il bronzo nell'individuale e al corpo libero. Ai Campionati Russi, inoltre, vince l'oro nell'individuale e alle parallele.
Grazie a questi buoni risultati entra a far parte della squadra che compete ai Mondiali di Losanna dove riesce a qualificarsi per tutte le finali. Insieme alla squadra russa vince l'argento, battute ancora una volta dalle rumene per mezzo punto circa. Individualmente diventa per la prima volta campionessa all-around, battendo Simona Amânar di soli 0.043 punti e la connazionale Elena Produnova. Vince inoltre il titolo alle parallele (9.875), l'argento alla trave (9.787) e al corpo libero (9.800). Durante la finale al volteggio, tocca il tappetino con le mani e decide di non eseguire il secondo salto, arrivando così all'ultimo posto con 4.537 punti.
A novembre posa per l'edizione russa di Playboy. "È molto bello essere sexy. La mia carriera ha fatto capire che le ragazze alte possono fare cose incredibili. Ora sono famosa in tutto il mondo!"

### 1998-1999: Europei, Mondiali e Universiadi
L'unica competizione internazionale rilevante a cui partecipa nel 1998 sono i Campionati Europei di San Pietroburgo. Gioca in casa e non delude le aspettative del pubblico, diventando campionessa europea all-around con un complessivo di 38.624 punti, alle parallele con 9.900 e al corpo libero con 9.787. Inoltre, vince l'argento nel concorso a squadre.
Partecipa inoltre come favorita per varie vittorie ai Goodwill Games di New York, ma finisce settima sia nel concorso individuale che al corpo libero a causa di diverse cadute e imprecisioni. Vince l'oro a parallele.
Alle Universiadi di Palma de Mallorca 1999 vince quattro medaglie d'oro: concorso a squadre, concorso individuale, parallele asimmetriche e corpo libero.
Essendo campionessa nazionale, viene convocata per partecipare ai Campionati Mondiali, evento di qualificazione alle Olimpiadi di Sydney. La rassegna mondiale a Tientsin, in Cina, fu per la Chorkina mediocre: fu lei, con una caduta dalla trave mentre eseguiva una serie acrobatica, a determinare le sorti dell'oro che andò alla Romania dopo che la Russia rimase al comando per tutta la gara. Nel concorso individuale commette degli errori e, con un punteggio complessivo di 37.811, arriva dodicesima. Nelle finali ad attrezzo vince il quarto titolo consecutivo alle parallele, grazie al suo 9.837.

### 2000: Olimpiadi di Sydney
Complici le tante critiche ricevute dopo i Mondiali dell'anno precedente, la Chorkina torna in palestra con maggiore motivazione per poi presentarsi agli Europei di Parigi, l'ultima competizione importante prima delle Olimpiadi. Qui vince quattro medaglie d'oro: parallele, trave, individuale e nel concorso a squadre.
A settembre compete ai Giochi della XXVII Olimpiade a Sydney, Australia. Durante le qualificazioni, la squadra russa arriva prima e individualmente Svetlana è prima nel concorso generale con 39.005 punti. Riesce inoltre a qualificarsi per le finali al volteggio, alle parallele e al corpo libero. Durante la finale a squadre, contribuisce con 39.261 punti, al secondo posto della Russia.
Nella gara individuale arriva decima con 37.929 punti. Dopo la prima rotazione Svetlana si trova al primo posto grazie a un 9.812 al corpo libero, ma durante la seconda rotazione lei e molte altre ginnaste cadono dal volteggio. Dopo la brutta caduta è mentalmente scossa e cade anche dalle parallele asimmetriche. A metà competizione, su suggerimento della ginnasta di casa Allana Slater, viene misurato il cavallo e si scopre che è stato posto di 5 centimetri troppo in basso. A tutte le ginnaste che avevano già eseguito i propri salti fu offerta la possibilità di ripeterlo, ma Svetlana rifiuta sapendo che non avrebbe comunque vinto una medaglia. "Fa ancora molto male, ed è stato crudele per tutte le partecipanti gareggiare ad un'altezza non consona. Potevamo ammazzarci. Cinque centimetri potevano decidere il futuro di uno sportivo. Domani danzerò per la Russia. Dimenticherò ciò che è successo al volteggio."
Durante la finale a squadre Elena Produnova cade al volteggio, ma grazie alla formula di gara 6-5-4, il punteggio non viene contato. Grazie alla stessa regola, il 9.112 di Svetlana alle parallele, il suo attrezzo di punta dove era però caduta, non viene incluso nel totale. La situazione si complica alla trave, dove cadono sia Elena Zamolodčikova che Ekaterina Lobaznjuk. Una rotazione eccellente al corpo libero non basta però per vincere l'oro che va di nuovo alla Romania. La squadra russa considerò l'argento come un insulto in base alle loro aspettative, tanto che la Chorkina e la Produnova si levarono dal collo le medaglie subito dopo averle ricevute, mentre scendevano dal podio per le foto di rito.
Concede il suo posto nella finale al volteggio alla compagna di squadra Elena Zamolodčikova, che vince l'oro. "Sapevo che avrebbe potuto vincere l'oro. Sono felice di averle dato questa opportunità." In seguito vince l'oro alle parallele asimmetriche (9.862) e l'argento al corpo libero (9.812).

### 2001-2002: Mondiali di Ghent e Debrecen, Europei di Patrasso
Dopo la chiusura del ciclo olimpico, la Federazione Internazionale cambia, come di consueto, il Codice dei Punteggi.
Ai Goodwill Games di Brisbane vince la medaglia d'oro alle parallele asimmetriche e l'argento nel concorso individuale e al corpo libero, dietro alla compagna di squadra Elena Zamolodčikova.
Nell'ottobre 2001 compete ai Campionati Mondiali di Ghent, Belgio dove lei e Andreea Răducan dominano il medagliere. Aiuta la squadra russa a vincere l'argento, mentre individualmente vince il suo secondo concorso individuale mondiale con un punteggio totale di 37.617. Nelle finali di specialità vince l'oro al volteggio (9.412), alle parallele asimmetriche (9.437) e il bronzo al corpo libero (9.375).
L'anno successivo partecipa agli Europei di Patrasso. Durante la manifestazione eguaglia il numero di titoli vinti da Nadia Comăneci, riuscendo a vincere l'oro nel concorso individuale (37.592), alle parallele per la quinta volta e al corpo libero. Arriva seconda alla trave, superata dalla connazionale Ljudmila Ežova. Nell'edizione del 2002 dei Mondiali non è previsto il concorso a squadre e il concorso individuale, ma solo le finali ad attrezzo. Svetlana si qualifica per le finali alle parallele e alla trave, dove arriva rispettivamente settima (7.387) e quarta (9.462). È l'unico Mondiale in cui non riesce a vincere alcuna medaglia.

### 2003: L'ultimo mondiale e il terzo titolo individuale
Nella sua ultima partecipazione ad un Campionato Mondiale, nonostante l'età "avanzata" (24 anni), Svetlana si conferma come una delle migliori ginnaste della scena internazionale. Riesce infatti a vincere il terzo concorso individuale della sua carriera, e diventa così la prima ginnasta ad essere riuscita nell'impresa. Riesce inoltre a qualificarsi per tre finali, ma decide in seguito di ritirarsi.
Nella sua lunga carriera, la Chorkina ha vinto venti medaglie mondiali: nove d'oro, otto d'argento e tre di bronzo.

### 2004: Olimpiadi di Atene e ritiro
Alla fine di aprile partecipa al suo ultimo Campionato Europeo, quello di Amsterdam. Vince il bronzo con la Russia e alla trave, l'oro alle parallele.
Nel 2004, all'età di 25 anni, partecipa alle Olimpiadi di Atene dove riesce a qualificarsi per tre finali.
Nella finale a squadre la formazione russa composta da Ljudmila Ežova, Maria Krjučkova, Anna Pavlova, Elena Zamolodčikova, Natal'ja Zigančina e la Chorkina è tecnicamente debole e si ferma al terzo posto con 113.235 punti, dietro alla Romania e agli Stati Uniti d'America.
Svetlana era considerata la probabile vincitrice del concorso individuale, essendo la campionessa mondiale in carica e avendo vinto il titolo per tre volte. Tuttavia, le sue buone routine non sono state sufficienti per superare la statunitense Carly Patterson che batte la russa di 0.176 punti. Dopo la gara se la prende, furiosa, con la giuria. "Era tutto deciso in anticipo, sapevo che avrei perso. Ho eseguito tutto alla perfezione, ma è meglio che chiediate ai giudici. Io, in fondo, sono russa, non americana. Questa competizione ha dimostrato che lo sport ha bisogno di molti cambiamenti." Nonostante queste dichiarazioni, durante la premiazione ha affermato che quello fosse il giorno più bello della sua vita.
Anche alle parallele asimmetriche era la favorita, essendo cinque volte campionessa mondiale e due volte campionessa olimpica all'attrezzo. Tuttavia cade durante l'esercizio e, con 8.925 punti, arriva ultima.
In tre Olimpiadi, la Chorkina ha vinto sette medaglie olimpiche: due ori, quattro argenti e un bronzo. È la ginnasta russa più decorata di sempre.